# The Beatitudes
The Beatitudes (englisch für die Seligpreisungen) ist ein Stück für gemischten Chor (SATB) und Orgel von Arvo Pärt. Es entstand als Auftragskomposition des RIAS  und ist Hildegard Curth gewidmet, einer langjährigen RIAS-Mitarbeiterin und Musikkritikerin. Das Werk wurde am 25. Mai 1990 in der Berliner Nathanael-Kirche vom Theatre of Voices unter der Leitung von Paul Hillier und dem Organisten Christopher Bowers-Broadbent uraufgeführt. Eine Aufführung dauert etwa sieben Minuten.
Das Werk ist eine Vertonung der Seligpreisungen aus der Bergpredigt in der Übersetzung der King-James-Bibel (Mt 5,3–12 ), ergänzt um ein abschließendes Amen. 1991 überarbeitete Pärt das Stück. 2001 schrieb er eine lateinische Fassung (Beatitudines), für die er auch Änderungen an der Musik vornahm. Diese Version ist Giovanni Barzaghi und der Cappella Musicale del Duomo di Monza gewidmet, die das Werk zusammen mit dem Organisten Matteo Riboldi am 24. Juni 2002 in der Kirche San Pietro Martire in Monza uraufführten.

## Musik
Der Bibeltext wird vom Chor im streng homophonen Satz über einem Orgelpunkt rezitiert. Die einzelnen Phrasen sind durch Generalpausen getrennt, jeder Vers wird in einer anderen Tonart vorgetragen: Milton Mermikides visualisierte die einzelnen Transformationsschritte mittels Pivot-Akkorden in einem Tonnetz. Als Pivottöne dienen dabei f, g, a, h und cis. Die harmonische Entwicklung erstreckt sich mit dem Text langsam über 50 Takte. Anschließend vollzieht eine rasche, 47-taktige Orgelcoda alle Schritte rückwärts bis zum harmonischen Ausgangspunkt. Um das Stück nicht allzu abrupt enden zu lassen, verlagert sich das Orgelpattern allmählich in den oberen Oktavraum, die Dynamik wird zugleich reduziert und das Pedal entfällt.